# Елагино (Рубиловская волость)
Елагино — деревня в Бережанской волости Островского района Псковской области. 
Расположена в 27 км к юго-западу от города Остров и в 3 км к северо-востоку от деревни Дубки. 
Численность населения деревни по состоянию на 2000 год составляла 43 жителя.
До 3 июня 2010 года входила в состав ныне упразднённой Рубиловской волости с центром в д. Дубки.